# Contea di Hampyeong
La contea di Hampyeong (Hampyeong-gun; 함평군; 咸平郡) è una delle suddivisioni della provincia sudcoreana del Sud Jeolla.